# Экс-ударник
«Экс-ударник» (Ex Drummer) — бельгийская драма 2007 года режиссёра Коэна Мортье по одноименной книге Германа Брюссельманса 1994 года.

## Сюжет
В городе Остенде, Бельгия три физически и психически неполноценных музыканта (вокалист — женоненавистник, маньяк-насильник, шепелявый; бас-гитарист — гомосексуал с онемевшей рукой, гитарист — глухой наркоман) ищут барабанщика для своей группы, состоящей из людей с ограниченными возможностями. Они хотят выступить только один раз на музыкальном соревновании и планируют освоить только одну песню — кавер-версию на песню «Mongoloid» группы Devo. Они хотят чтобы знаменитый писатель и бывший ударник Дриз стал их барабанщиком. Чтобы вступить в группу, необходимо иметь какой-либо физический или умственный недостаток, и Дриз придумывает себе такой: он говорит, что не умеет играть на барабанах. Заодно он придумывает название для группы — The Feminists (рус. феминисты), потому что, по его мнению, группа инвалидов ничем не лучше группы феминисток.
Для Дриза участие в этой группе — возможность придумать сюжет для своей новой книги. На рок-фестивале Феминисты вынуждены конкурировать с группой Harry Mulisch (рус. Харри Мюлиш), во главе которой стоит писатель, старый знакомый Дриза, Дикке Лул (рус. Большой Член).
По мере развития событий Дриз становится все более одержим своим сюжетом и сильнее начинает манипулировать участниками группы, находя их слабые места. В конце сюжета почти все действующие участники группы, за исключением самого Дриза, а также ушедшего ранее из состава группы гитариста Ивана Ван Дорпа, который был временным телохранителем Дриза и его девушки на концерте, и чудом уцелевшего бас-гитариста Яна Вербека, погибают от рук старого психа, отца Вербека, который был намеренно освобождён Дризом из запертой комнаты, в которой тот был привязан к кровати.

## В ролях
- Дриз ван Хеген: Дриз
- Норман Баэрт: Коэн Де Гейтер, солист
- Сэм Лоувик: Иван ван Дорп, первый гитарист
- Гюнтер Ламо: Ян Вербек, бас — гитарист
- Тристиан Верстевен: Дориан, гитарист, сменивший Ивана
- Долорес Бекарт: Лио, девушка Дриза
- Барбара Каллеварт: Кристин
- Франсуа Букелаэрс: Отец Вербека
- Бернадетт Дэмман: Мать Вербека
- Ян Хамменекер: Большой Член

## Саундтрек[1]
Музыку для группы The Feminists записала бельгийская группа Millionaire; песню группы Harry Mulisch исполнил бельгийский певец Флип Ковлер.
1. Lightning Bolt — 2 Morro Morro Land
2. Madensuyu — Papa Bear
3. An Pierlé & White Velvet — Need You Now
4. The Tritones — Chagrin De La Mer
5. Mogwai — Hunted By A Freak
6. The Experimental Tropic Blues Band — Mexico Dream Blues
7. Флип Ковлер — De Grotste Lul Van’t Stad
8. Millionaire — Mongoloid
9. Isis — In Fiction
10. Isis — Grinning Mouths
11. Arno Hintjens — Een Boeket Met Pissebloemen
12. Augusta National Golf Club — People In Pairs
13. Mel Dune — Time Hangs Heavy On Your Hands
14. Ghinzu — Blow
15. Funeral Dress — Hello From The Underground
16. Millionaire — Deep Fish
17. Blutch — Moving Ground

## Производство
Для съемок сцен настоящих половых актов были специально наняты порноактеры.

## Критика
Фильм получил самые разные оценки критиков: от самых положительных до самых негативных. На сайте Rotten Tomatoes «Экс-ударник» получил 50 % положительных отзывов. В Бельгии фильм вызвал некоторые разногласия из-за сцен насилия и секса.

## Награды
- Кинофестиваль Фант-Азия
  - приз жюри за лучший дебют (Коэн Мортье)
- Кинофестиваль Рэйндэнс
  - приз жюри за лучший дебют (Коэн Мортье)
- Варшавский международный кинофестиваль
  - специальный приз жюри (Коэн Мортье)
  - награда «специальное мнение»
- Роттердамский международный кинофестиваль
  - Награда Тигра (Коэн Мортье)

## Интересные факты
- На 54 минуте можно увидеть камео Германа Брюссэльманса, автора оригинальной книги.